# Bellary (huyện)
Huyện Bellary là một huyện thuộc bang Karnataka, Ấn Độ. Thủ phủ huyện Bellary đóng ở Bellary. Huyện Bellary có diện tích 8439 ki lô mét vuông. Đến thời điểm năm 2001, huyện Bellary có dân số 2025242 người.